# Gábor Nagy
Gábor Nagy (Szombathely, 16 ottobre 1985) è un ex calciatore ungherese di ruolo centrocampista.

## Carriera
Nagy ha giocato nella massima serie ungherese con MTK Budapest, Haladás e Újpest. Conta una presenza nella Nazionale di calcio dell'Ungheria, con cui ha debuttato il 7 giugno 2014 nell'amichevole vinta per 3-0 contro il Kazakistan.